# GN-Klasse 5000
Die Klasse 5000 der Great Northern Railway umfasste vier von der American Locomotive Company gebaute Elektrolokomotiven mit der Achsformel Bo’Bo’. Die elektrische Ausrüstung dieser Boxcab-Lokomotiven lieferte General Electric.
Sie waren die einzigen Lokomotiven in Nordamerika, die mit Drehstromantrieb aus einer doppelpoligen Fahrleitung versorgt wurden.

## Technik

### Mechanischer Teil
Die Lokomotiven waren für den Einsatz mit geringen Geschwindigkeiten vorgesehen. Die beiden zweiachsigen Drehgestelle waren mit einer Kurzkupplung versehen, sodass der Lokkasten keine Zugkräfte übertragen musste. Der Lokrahmen war aus Stahlguss und konnte Stoßkräfte von 2200 kN aufnehmen.

### Elektrische Teil
Die Stromzufuhr erfolgte über die beiden an den Fahrdrähten anliegenden Stangenstromabnehmer mit Kontaktrolle und die Fahrschienen als dritten Phasenleiter für den Dreiphasenwechselstrom. Auf der Lokomotive setzten zwei 400 kW-Transformatoren die Fahrleitungsspannung von 6600 V auf 500 V herab. Die Spannung wurde den vier Fahrmotoren zugeführt, die als achtpolige Schleifringläufermotoren ausgeführt waren. Fahrmotoren und Transformatoren wurden von einem Ventilator mit 270 m³ Kühlluft pro Minute versorgt. Jeder Motor hatte eine Stundenleistung von 350 kW sofern der Kühlventilator lief, ansonsten eine von 317 kW.
Die Anfahrt erfolgte mit zwei Fahrmotoren, erst später wurden die beiden anderen Motoren zugeschaltet. Die Zugkraft wurde über Änderung der in den Rotorkreis geschalteten Anlasswiderstände gesteuert. Die Motoren hatten keine Polumschaltung, sodass nur eine Fahrstufe vorhanden war. Bei Talfahrt wechselten die Motoren ohne weiteres Zutun in den generatorischen Betrieb, sodass die Lokomotiven ohne zusätzlichen schaltungstechnischen Aufwand über eine Nutzbremse verfügten. Die überschüssige Energie im Netz wurde durch Wasserwiderstände im Kraftwerk in Wärme umgewandelt.
Die Achsantriebe waren als Tatzlagerantriebe mit einem zweistufigen Getriebe ausgeführt. Die Kühlluftführung zu den Fahrmotoren erfolgte durch einen Hohlraum in der Wiege des Drehgestells.
Die Lokomotiven waren mit einer Vielfachsteuerung ausgerüstet.

## Einsatz
Der zwischen 1897 und 1900 gebaute vier Kilometer lange Cascade Tunnel wurde nach der Eröffnung mit Dampflokomotiven befahren. Das Problem war die 17 ‰-Steigung, welche von den ostwärts fahrenden Zügen überwunden werden musste.
Die im Juni 1907 bestellten Elektrolokomotiven wurden im Februar 1909 abgeliefert und ab Juli 1909 im Betriebsdienst eingesetzt. Sie dienten ausschließlich dazu, Züge mit 25 km/h durch den Tunnel zu befördern. Täglich verkehrten in jede Richtung ungefähr drei Reisezüge und drei Güterzüge. Die Güterzüge wurden mit drei Lokomotiven befördert, wobei die Anhängelast maximal 1600 t betragen konnte; bei den maximal 700 t schweren Reisezügen wurden nur zwei Loks eingesetzt.

## Verbleib
1927 gab die GN das Drehstromsystem auf und elektrifizierte die Strecke mit 11 kV, 25 Hz Einphasenwechselstrom neu.
Alle 4 Lokomotiven wurden ausgemustert und durch die Klasse Z-1 ersetzt.